# Pet Rock

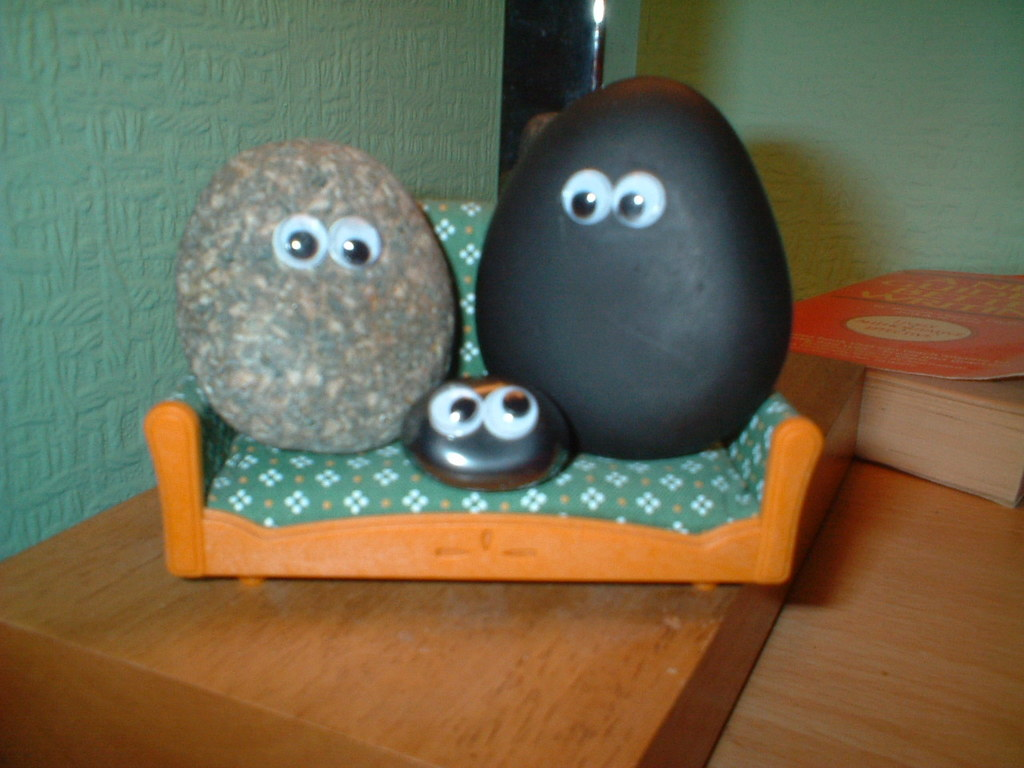
Tre Pet Rock

La Pet Rock (Pietra Domestica) è stata una moda di successo degli anni settanta lanciata da Gary Dahl a Los Gatos, California nel 1975.

## Caratteristiche generali
Le "pietre domestiche" non erano altro che ciottoli grigi, acquistati in un negozio di ferramenta e commercializzati in una scatola di cartone, provvista di fori per l'aerazione, come se fossero dei veri animali domestici. La pietra era accompagnata da un comico libretto di istruzioni ricco di doppi sensi e battute su come accudire in modo appropriato la propria "pietra domestica".
In pochi mesi, soprattutto durante il periodo natalizio, furono vendute circa un milione di Pet Rock, rendendo milionario il loro ideatore Gary Dahl.